# Rhododendron ramsdenianum
Rhododendron ramsdenianum är en ljungväxtart som beskrevs av John Macqueen Cowan. Rhododendron ramsdenianum ingår i släktet rododendron, och familjen ljungväxter. Inga underarter finns listade i Catalogue of Life.